# Eleutherodactylus hedricki
Espèce
Statut de conservation UICN

 EN B1ab(v) : En danger
Eleutherodactylus hedricki est une espèce d'amphibiens de la famille des Eleutherodactylidae.

## Répartition
Cette espèce est endémique de Porto Rico. Elle se rencontre de 450 à 1 150 m d'altitude.

## Description
Les mâles mesurent jusqu'à 35 mm.

## Étymologie
Cette espèce est nommée en l'honneur d'Hedrick J. Rivero, le fils alors âgé de 9 ans de Juan Arturo Rivero.

## Publication originale
- Rivero, 1963 : Eleutherodactylue hedricki, a new species of frog from Puerto Rico (Salientia, Leptodactylidae). Breviora, no 185, p. 1-7 (texte intégral).